# Mottingham
Mottingham és un barri del districte de Greenwich, a Londres, Anglaterra (Regne Unit).
Els primers registres de Mottingham daten de l'any 862, quan es va registrar com a Modingahema, que s'interpreta com "el lloc orgullós".